# Rejon poriecki
Rejon poriecki (ros. Порецкий район, czuw. Пăрачкав районĕ) – rejon w należącej do Rosji nadwołżańskiej republice Czuwaszji.

## Położenie i powierzchnia
Rejon poriecki leży w południowo-zachodniej części republiki i ma powierzchnię 1116,9 km².

## Klimat
Rejon leży w klimacie umiarkowanym kontynentalnym. Średnia temperatura powietrza w styczniu to −12 – −13 °C, a w lipcu – +19 °C. Najniższa zanotowana w rejonie szemurszyńskim temperatura to –44 °C, zaś najwyższa – +38 °C. Rocznie na tym obszarze notuje się do 500 mm opadów, które występują głównie w ciepłej połowie roku.

## Ludność
1 stycznia 1999 r. w rejonie porieckim żyło ok. 18,6 tys. osób. Całość populacji stanowi ludność wiejska, gdyż na terenie tej jednostki podziału administracyjnego nie ma żadnych miast.
Gęstość zaludnienia w rejonie wynosi 15,1 os./km²
Rejon poriecki jest jednym z najmniej „czuwaskich” rejonów Czuwaszji. Większość jego ludności (około 74%) stanowią Rosjanie; 21% populacji to Mordwini, zaś tytularna ludność Republiki – Czuwasze to niewielka, niespełna 5-procentowa mniejszość.

### Stolica i ośrodki osadnicze
Ośrodkiem administracyjnym rejonu jest wieś Porieckoje (6,7 tys. mieszkańców; 1999 r.), poza nią na terenie rejonu znajduje się jeszcze 38 innych wsi.

## Gospodarka
Podstawą gospodarki w rejonie jest dość dobrze rozwinięte rolnictwo, nastawione głównie na hodowlę o kierunku mleczno-mięsnym. Ponadto istotne znaczenie ma uprawa ziemniaków, zbóż oraz chmielu.
Drobny przemysł nastawiony jest głównie na przetwórstwo płodów rolnych. Istnieje tu m.in. mleczarnia oraz fabryka mączki ziemniaczanej. Poza tym drobne zakłady innych gałęzi przemysłu jak szwalnie i cegielnie.
Pewne znaczenie gospodarcze posiada eksploatacja złóż torfu.

## Historia
Rejon utworzono 5 września 1927 r.